# Petar Bošković
Petar Bošković (18. kolovoza 1706. – 8. rujna 1727.) je bio hrvatski književnik i prevoditelj iz Dubrovnika. Pisao je pjesme, a neka od djela su mu pisana i na hrvatskom jeziku.

Poznat je kao stariji brat Ruđera Boškovića, a brat je i hrvatskog latinista Bara Boškovića i pjesnice Anice Bošković.
Bošković je rođen u od roditelja majke Paule Bettera, kćerke jedne talijanske bogate obitelji, i oca Nikole Boškovića, trgovca podrijetlom iz Orahovog Dola.
Preveo je Corneilleovo djelo Le Cid, a prevodio je i Ovidija.

Po tvrdnjama mlađega brata Ruđera, postoje indicije koje govore da je Petar Bošković prevodio i Molierea (izravnih dokaza nema).
Od njegovih djela, poznato je Hvale duhovne kojese pivaju u vrime od svetoga poslanya illi missioni, po slovinski i Dalmatinskih derxavah. Doživilo je barem tri izdanja (treće je bilo 1752.).

Autor je nekih vjerskih pjesama koje se i danas pjevaju u hrvatskim crkvama.